# سوق المنامة

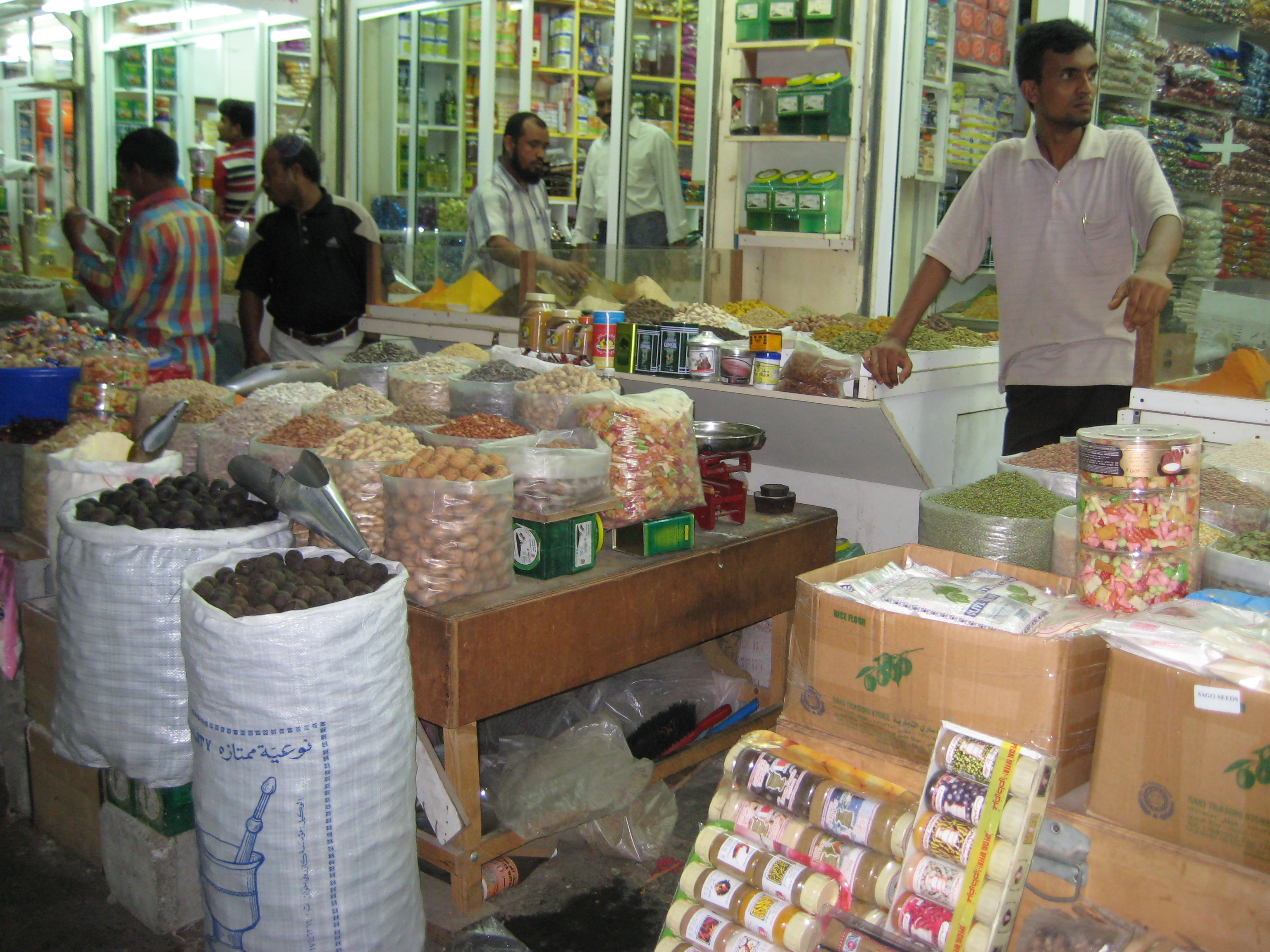
بائع حلويات وتوابل في سوق المنامة.

سوق المنامة هو سوق قديم يقع في المنامة، عاصمة البحرين.

## الموقع
يقع السوق في شمال المنامة، في المنطقة الفاصلة ما بين الأجزاء القديمة من المدينة، والمنطقة التجارية المركزية. وإلى الشرق من النعيم وإلى الغرب من رأس الرمان. المدخل الرئيسي هو بناء باب البحرين التاريخي. المنطقة تضم أيضا كنيس البحرين.

## الفرجان المحيطة
يحيط بسوق المنامة مجموعة من الأحياء السكنية بشكل رئيسي بما في ذلك:
- فريج الفاضل.
- فريج الحمام.
- فريج الحطب.
- فريج المخارقة.
- فريج مشبر.